# 哈莫尼鎮區 (明尼蘇達州菲爾莫爾縣)
哈莫尼鎮區（英語：Harmony Township）是位於美國明尼蘇達州菲爾莫爾縣的一個行政鎮區。

## 地方資料
哈莫尼鎮區的面積為90.17平方千米，當中陸地面積為90.17平方千米，而水域面積為0.00平方千米。根據2020年美國人口普查的數據，當地共有人口391人，而人口密度為每平方千米4.34人。